# Derrick Thomas (football américain)
Pour les articles homonymes, voir Derrick Thomas et Thomas.
 (décembre 2020).
Si vous disposez d'ouvrages ou d'articles de référence ou si vous connaissez des sites web de qualité traitant du thème abordé ici, merci de compléter l'article en donnant les références utiles à sa vérifiabilité et en les liant à la section « Notes et références ».
College Football Hall of Fame 2014
Pro Football Hall of Fame 2009
(en) Statistiques sur pro-football-reference et pro-football-reference
Derrick Vincent Thomas (1er janvier 1967, Miami - 8 février 2000, Miami) est un américain, joueur professionnel de football américain en National Football League (NFL) de 1986 à 1999. Il a fait toute sa carrière au sein de la franchise des Chiefs de Kansas City.

## Carrière

### Universitaire
Il joue en NCAA Division I Football Bowl Subdivision avec les Crimson Tide de l'Alabama représentant l'Université de l'Alabama. Au cours de ses années universitaires, il remporte le Dick Butkus Award 1988.

### Professionnelle
Il est ensuite sélectionné en 4e choix global lors du premier tour de la draft 1989 de la NFL par les Chiefs de Kansas City. Il y évolue toute sa carrière au poste de linebacker avec le no 58 jusqu'à sa mort en 2000.
Derrick est notamment connu pour avoir réussi sept sacks en un match. Il est nommé « Rookie NFL de l'année 1989 ».
Il participe également à neuf reprises au Pro Bowl (1989, 1990, 1991, 1992, 1993, 1994, 1995, 1996 et 1997).
Il meurt d'un accident de voiture le 8 février 2000.
Ses statistiques en NFL étaient de 126,5 sacks et 1 interception (le nombre de tacles n'est pas officialisé).